# آگیس-لئون لدرو
آگیس-لئون لدرو (انگلیسی: Agis-Léon Ledru؛ ۳۱ مه ۱۸۱۶ – October 5, 1885) معمار، سیاستمدار اهل فرانسه بود.
وی همچنین برندهٔ جوایزی همچون لژیون دونور (شوالیه) و جایزه بزرگ رم شده‌است.